# Auliscomys
Auliscomys là một chi động vật có vú trong họ Cricetidae, bộ Gặm nhấm. Chi này được Osgood miêu tả năm 1915. Loài điển hình của chi này là Reithrodon pictus Thomas, 1884.

## Hình ảnh

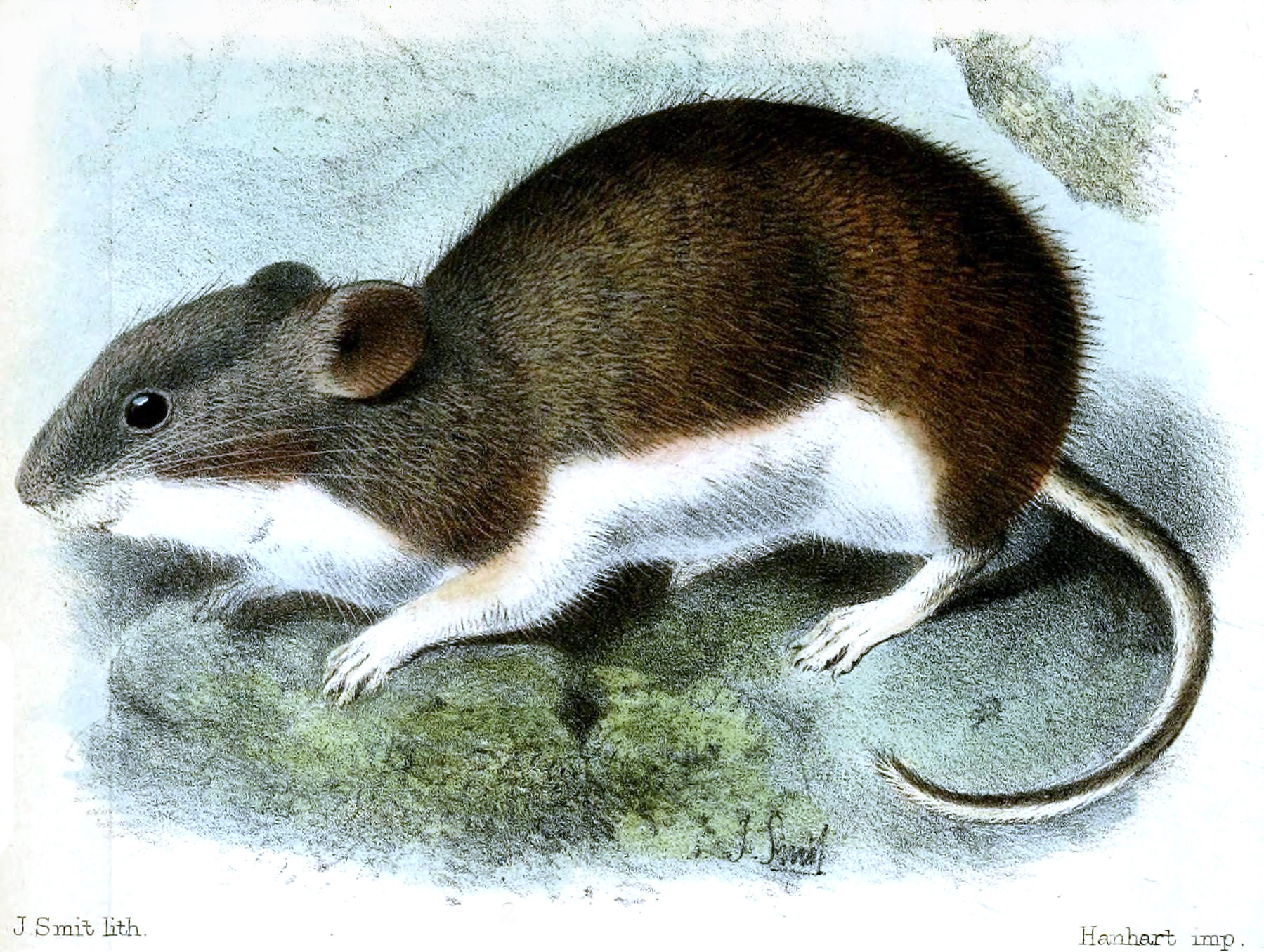

## Các loài
Chi này gồm các loài:
- Auliscomys boliviensis
- Auliscomys pictus
- Auliscomys sublimis